# راجه فنسک
راجه فنسک (انگلیسی: Raja Fenske؛ زادهٔ ۲۵ سپتامبر ۱۹۸۸) یک هنرپیشه اهل ایالات متحده آمریکا است. وی از سال ۲۰۰۱ میلادی تاکنون مشغول فعالیت بوده‌است.